# Емил Раковица (Васлуј)
Емил Раковица (рум. Emil Racoviță) насеље је у Румунији у округу Васлуј у општини Данешти. Oпштина се налази на надморској висини од 243 m.

## Становништво
Према подацима из 2002. године у насељу је живело 1038 становника, од којих су сви румунске националности.